# Перший канал (Грузія)
Перший канал Грузинського телебачення або просто Перший канал (груз. პირველი არხი) — грузинський інформаційний телеканал  Суспільного мовлення Грузії, найбільший телеканал країни з максимальною зоною покриття. Транслює передачі на постійній основі з 1956 року.

## Історія

### Зародження телебачення
У післявоєнні роки в Тбілісі почалася реалізація ідеї про телемовлення. Протягом року в Тбілісі велося будівництво телевежі та головної телевізійної студії, де повинні були розташовуватися студійно-апаратні блок і телевізійний передавач. Дизайном студії та автором першої емблеми грузинської студії телемовлення був графік Тенгіз Самсонадзе. Перші програми створювалися виключно завдяки ентузіазму нещодавно прийнятих співробітників, і на невеликій технічній базі. Дикторами були призначені Лія Микадзе й Олександр Лілуашвілі-Мачаваріані.
Офіційно телевізійне мовлення в Грузинській РСР почалось 30 грудня 1956 року, коли в ефір вийшла перша телепередача з Тбілісі — о 20:00 за місцевим часом в ефір вийшов Акакій Дзідзігурі. Першим директором телеканалу став Мераб Джаліашвілі, першим керівником телестудії — Дмитро Гулісашвілі, першим режисером — Шота Арчвадзе. Грузинська РСР стала першою закавказькою республікою, в якій почалося телемовлення на постійній основі. 31 грудня 1956 було показано новорічне привітання жителів Тбілісі: звернення до жителів зачитали робітник Руставського металургійного комбінату Аміран Панцулая і головний архітектор Тбілісі Олександр Тевзадзе. На хвилі успіху в телестудію запросили дресувальницю Маргариту Назарову і її тигра, що відзначила газета «Літературна Грузія» як хорошу прикмету.

### Перші програми
На першому телеканалі телебачення Грузинської РСР транслювалися програми «Письменники в студії», «Нові книги», «Майстри грузинської сцени» та телевізійний журнал «Мистецтво». Телестудія приймала іноземних гостей: британську танцюристку балету Берил Ґрей, італійську кіноакторку Лючію Бозе, іспанського матадора Міґеля Домінґо, грецьку співачку Йованну, групу Ice Review, співака Діна Ріда та піаніста Вана Кліберна. У січні 1957 року було показано першу телевізійну постановку Ніко Лордкіпанідзе «Старі» (режисер Мераб Джаліашвілі, сценаристка Медея Лордкіпанідзе, у головних ролях Сесілія Такаішвілі й Сандро Жоржоліані). За місяць по тому транслювали постановку «Моцарт і Сальєрі» за однойменним твором Олександра Пушкіна (сценарист Костянтин Чичинадзе, режисер Мераб Джаліашвілі).
У березні 1957 року на базі Тбіліської телестудії почала діяти пересувна телестанція. Того ж року вперше з’явилися спортивні коментатори на Тбіліському телебаченні — Ерос Манжгаладзе та Коте Махарадзе. У листопаді 1957 року в ефір вийшла телегазета «Говорить і показує Тбілісі», а також розпочалася програма «По країні з кінокамерою», яка була циклом телевізійних документальних фільмів. Режисером цієї передачі був Георгій Кереселідзе, а операторами — Тенгіз Ломідзе, Георгій Балахадзе та Гіві Кантарія. У 1958 році Головна редакція молодіжних програм запустила цикл передач «Музеї та архіви Грузії», присвячений 1500-річчю з дня заснування Тбілісі. Того ж року було створено редакцію соціально-політичних програм (головний редактор — Шота Салуквадзе) та редакцію художніх програм (головний редактор — Ілля Руруа).
Наприкінці 1950-х років на телебаченні розпочалися покази театральних вистав: «Коли є така любов» Михайла Туманішвілі, «Спадщина» Гі де Мопассана, «Убити людину» Джека Лондона, «Місис Маквільямс і гроза» Марка Твена та «Пригоди Чиполіно» Джанні Родарі. За організацію телепостановок у студії відповідав директор Таріель Курцхавелі. У 1958 році відбулася перша зустріч співробітників телебачення з глядачами в прямому ефірі, а того ж року було побудовано новий телеретранслятор, що дозволило транслювати всесоюзні «Новини» та російськомовну передачу «Солдатам». У 1959 році було знято перший повнометражний фільм «Рука матері» за оповіданням Тамари Чхаїдзе, який через рік отримав першу премію на конкурсі радянських фільмів.

### Подальший розвиток в СРСР
У 1960 році було встановлено малопотужні ретранслятори в містечках Тіанеті, Дманісі та Сігнагі, а поширення телемовлення в Грузії вже відбувалося без попереднього планування. Зокрема, телестудія в Сочі давала змогу жителям Чорноморського регіону приймати телепрограми з Тбілісі. Того ж року вперше було показано постановку на відкритому повітрі, яка транслювалася пересувною телестудією — «Како Чачагі» Іллі Чавчавадзе, присвячену ювілею поета. Режисером виступив Шота Карухнішвілі, який провів перший подібний експеримент в СРСР. З 1961 року в Грузії діє фотоархів, а телемовлення ведеться на постійній основі.
У 1972 році на горі Мтацмінда було встановлено антену та спеціальне обладнання для телерадіомовлення, що дало змогу 600 тисячам сімей Грузинської РСР приймати програми республіканського телебачення. Охоплення Першого каналу Грузинського телебачення досягло 94 % до 1981 року (для порівняння: охоплення Першого каналу ЦТ СРСР становило 80  %, Другого каналу ЦТ СРСР ⁣— 40 %, а Другого каналу Грузинського телебачення — 30 %). З травня 1987 року телестудії працюють в Аджарській автономній республіці та Південній Осетії.

### В незалежній Грузії
У квітні 1991 року була проголошена незалежність Грузії, проте про вихід зі складу Грузії заявили одночасно Абхазія і Південна Осетія.  Едуард Шеварнадзе, який повинен був вести незалежну Грузію до процвітання і подальшого розвитку, не зміг впоратися з економічною кризою, з конфліктами в Абхазії і Південній Осетії та з розгулом бандитизму. Одним з наслідків його невдалої політики стали системні перебої з електроенергією і, як наслідок, брак фінансування телебачення Грузії і зношеність устаткування. Головною інформаційною програмою Грузії тоді стала передача «Моамбе» («Вісник»), яка виходила як на грузинському, так і на російській мовах — російськомовну версію вів Марк Ривкін, який працював на грузинському телебаченні понад 40 років.
За строго проурядову точку зору абхазька влада піддавала канал жорсткій критиці, оскільки він вважав за краще висвітлювати події в Абхазії в тому сценарії, який був вигідний грузинській центральній владі. Однак критиці його піддавали і в грузинському парламенті: депутат Сарішвілі ставила питання про відповідальність журналістів Першого каналу Грузинського телебачення за повідомлення і про компетентність Ривкіна, який виступав послідовно в підтримку  Звіада Гамсахурдії і Едуарда Шеварнадзе. У 2003 році програму закрили, а Ривкіна звільнили після  Революції троянд — 22 листопада 2003 року грузинське телебачення в прямому ефірі висвітлювало процес відсторонення Едуарда Шеварнадзе, проте, за словами свідків, якість запису і телекартинки була відверто низькою, внаслідок чого зарубіжна аудиторія в принципі не могла розібрати, що відбувається на екрані.
У 2004 році, коли президентом став Міхеіл Саакашвілі був прийнятий «Закон про мовлення», за яким Суспільне мовлення Грузії стало незалежною від уряду установою, яке управляється Радою опікунів. При цьому вони призначаються спільно Президентом і Парламентом Грузії, а фінансування розраховується з певного відсотка ВВП Грузії. Багато в чому Закон про мовлення допоміг сформувати сучасний вигляд Першого каналу Грузинського телебачення, зробивши його відкритим в редакційній політиці — крім цього, саме за Михайла Саакашвілі зросла частка російськомовного телемовлення в Грузії. Проте, жорстка конкуренція між грузиномовним Першим грузинським і російськомовним  Першим інформаційним кавказьким на тлі конфлікту в Південній Осетії привела в 2010 році до скорочення російськомовного мовлення. В даний час російськомовним мовленням, як і мовленням на інших мовах, завідують Другий канал Грузинського телебачення і телеканал TV 3.
Офіційний сайт Першого каналу Грузинського телебачення доступний на семи мовах: грузинською, абхазькою, вірменською, азербайджанською, осетинською, англійською та російською.

## Супутникова трансляція
Перший канал Громадського мовника Грузії, що віщає на грузинському, транслюється з великої кількості супутників у відкритому вигляді для території Євразії:
- Azerspace-1 46.0 гр. E
- Turksat 3A 42.0 гр. E
- Hellas Sat 2 39 гр. E
- Eutelsat W7 36 гр. E (лінійна поляризація, канал недоступний без спеціального адаптера)
- Astra 5B[en] 31.5 гр. E (кодований)